# Roar og Helge
Roar og Helge er en statue der står på Stændertorvet i Roskilde. Statuen forestiller de to sagnkonger Roar og Helge, der skulle have hersket over Danmark i 500-tallet, og den er fremstillet af Johan Galster i 1939. Gipsmodellen fra 1933 vandt 1. præmie i konkurrencen om "Roar og Helge" til Stændertorvet i Roskilde.